# Menyanthes trifoliata
Il trifoglio d'acqua (Menyanthes trifoliata L., 1753) è una pianta appartenente alla famiglia Menyanthaceae. È l'unica specie del genere Menyanthes L., 1753.

## Etimologia
La parola Menyanthes procede dal greco menyein, "dischiudere", e anthos, "fiore", un termine usato da Teofrasto per riferirsi alla successiva apertura dei racemi.

## Descrizione

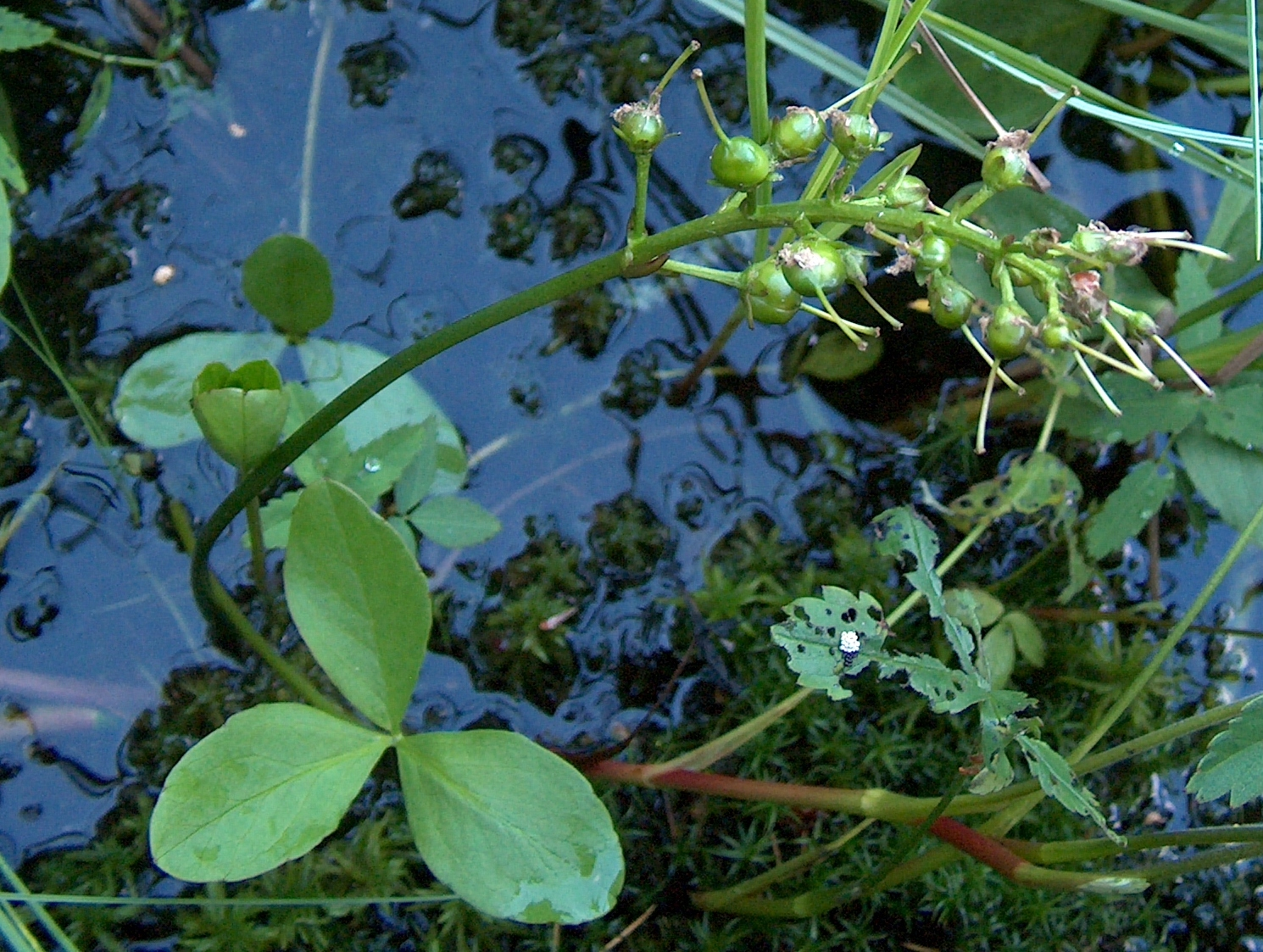
Menyanthes trifoliata

Menyanthes trifoliata è una pianta perenne, rizomatosa, sottile, acquatica, che si caratterizza per il suo rizoma orizzontale con foglie trifoliate alterne, lungamente picciolate. L'infiorescenza è dritta con fiori bianchi ermafroditi, actinomorfi, pentameri. Il frutto è una capsula.

## Distribuzione e habitat
È una pianta circum-boreale d'Europa, Asia e Nord America, che vive in zone umide e pantani.

## Uso medicinale
Si utilizzano le foglie della Menyanthes trifoliata, messe a seccare all'ombra a una temperatura che non superi i 50 °C.
Contiene i seguenti principi attivi: un glicoside, tannino e sostanze minerali, soprattutto iodio e manganese.
Menyanthes trifoliata forma parte di varie composizioni farmaceutiche ed erboristiche che si utilizzano nella regolarizzazione dei processi digestivi, nei quali aiuta grazie alla sua azione colagoga (favorendo, cioè, la produzione di bile). Viene utilizzata anche dall'industria dei liquori. L'estratto, si utilizza in cosmetica, come tonico facciale.